# Чудесна шума
Чудесна шума (енгл. The Elm-Chanted Forest, Fantasy Forest) је дугометражни цртани филм из 1986. године, снимљен у сарадњи југословенске продукцијске куће Кроација филм и америчке Фантази форест филмс. Сматра се једним од најпопуларнијих филмова снимљених на подручју бивше Југославије.
Филм су режирали Милан Блажековић, Иво Шкрабало и Доро Владо Хрељановић. Сценарио је адаптирао Фред П. Шарки, према истоименој књизи за децу хрватске списатељице Сунчане Шкрињарић.
Године 1990. снимљен је наставак Чаробњаков шешир.

## Радња
Прича се одвија у Чудесној шуми, месту пуном срећних животиња, коју штити чаробни храст који, наводно, пружа заштиту свакоме ко се склони испод њега. Једног дана, у шуму долази сликар Палета који усни испод чаробног храста. Кад се пробудио, сазнаје да му је храст дао моћ да прича са животињама и ствара чаролије са својим кистом. Убрзо упознаје неке од становника шуме као што су дабар Оштрозуб, медвед Мате, лија Лили и јежеви До, Ре и Ми.
У међувремену, зли Кактусцар који влада шумом, забринут је због сликаревог доласка, јер ће по пророчанству човек докрајчити кактуса власт, па шаље свог дворског чаробњака Штапића да га доведе. Међутим после неколико неуспелих покушаја, Штапић се придружује дружини која скрива сликара. Видевши да га је Штапић издао, Кактусцар одлучује да уништи целу шуму, али сликар успева да привремено осујети његове планове.
Када сазна да ће његове моћи убрзо нестати, Палета у разговору са животињама долази на идеју да је Кактусцар зао јер никада није процветао. Након бројних проблема, Штапић успева да направи напитак од ког би Цар требало да процвета. Дружина успева да уђе у Кактусцаров дворац и напоји га напитком, од ког је он заиста процветао и постао добар, а са њим и читава шума.
Филм се завршава одласком сликара из шуме, док га његови пријатељи поздрављају песмом.

## Аниматори
- Милан Блажековић (цртач ликова)
- Лео Фабиани
- Туридо Пауш
- Вјекослав Радиловић
- Елизабета Абрамовић
- Звонимир Делач
- Владимир Хрс
- Бранко Варадин (позадине)
- Владо Бузолић Стегу (графички ефекти)
- Ник Алберти (саветник анимације)
- Томислав Франин
- Парко Павић
- Златко Копјар
- Иван Цецић
- Роланд Пехарец
- Владо Ђурак
- Сњежана Бркић

## Критике и прихваћеност филма
Чудесна шума је веома популаран и цењен филм у земљама бивше Југославије, посебно међу млађом публиком, због бајковите приче, љупких ликова и веселих сонгова. Опште је становиште да на овом подручју није снимљен филм са квалитетнијом анимацијом.
Синхронизована на енглески језик, Чудесна шума је под називом Fantasy Forest дистрибуирана у америчким биоскопима, али без већег успеха.

## Видео издања
Убрзо по завршетку биоскопске дистрибуције, цртани се у Југославији појавио на видео-касети, дистрибуцију вршио ПГП-РТБ, са отварањем првих видео клубова почела је масовна пиратизација приказиван је и током деведесетих. Након неколико ВХС издања у земљама бивше Југославије, цртани је на DVD медију објављен у Србији и Црној Гори 2006. године.
Под називом The Elm-Chanted Forest, цртани је на енглеском језику први пут објављен на видео-касети 1997. године. Две године касније, уз поновљено издање на ВХС-у, појавила се и прво и једино DVD издање филма на тржиштима Америке и Канаде, које је брзо распродато, па се данас може купити само на специјализованим сајтовима за аукцију.
Под називом Aufruhr im Zauberwald, Чудесна шума је у Немачкој издата на видео-касети у септембру 1992. године, синхронизована на немачки језик.